# 库尔特·哈弗贝克
库尔特·哈弗贝克（德語：Kurt Haverbeck，1899年2月22日—1988年3月16日），德国男子曲棍球运动员，所属俱乐部是DHC汉诺威。他曾代表德国参加1928年夏季奥林匹克运动会曲棍球比赛，获得一枚铜牌。